# Joe Valachi
Joe Valachi vel Joseph Joseph 'Joe Cargo' Valachi (ur. 22 września 1904, zm. 3 kwietnia 1971) – amerykański gangster o włoskim pochodzeniu. Znany pod pseudonimem "Charles Chanbano" i "Anthony Sorge".
Uznawany jest za pierwszego członka świata zorganizowanej przestępczości, który publicznie podczas przesłuchań przed Komisją Senatu (wrzesień i październik 1963 roku) stwierdził fakt istnienia mafii na terenie Stanów Zjednoczonych.
Przesłuchania przed Komisją Senatu były zorganizowane na wzór Komisji Kefauvera.
W powszechnej opinii uchodził za człowieka prymitywnego, nisko postawionego w strukturze mafii, który podczas swojej długoletniej kariery przestępczej wykonywał jedynie polecenia bossów.
Urodził się we Wschodnim Harlemie w Nowym Jorku. Jako nastolatek wstąpił do organizacji Salvatore Maranzano. Służył mu przez następne lata, aż do jego śmierci w 1931 roku w trakcie Wojny Castellammarese.
Wtedy to zaczął pracować dla Lucky Luciano, a później dla Vito Genovese. Do jego głównych zadań należało bezkrytyczne wykonywanie rozkazów przełożonych: mordował i zastraszał ofiary, prowadził nielegalny hazard i sprzedawał narkotyki.
W 1959 roku trafił na 15-20 lat do więzienia za handel narkotykami. Zbiegiem okoliczności trafił do tego samego zakładu karnego co Genovese.
W roku 1962 doszło do dziwnego zdarzenia między nimi. W trakcie pobytu w więzieniu Valachi doszedł do przekonania, że Genovese podejrzewał go o to, że został informatorem policji. Na domiar złego boss (Genovese) 'obdarzył' go 'pocałunkiem śmierci' (tak to mu się wydawało) na znak, że ma go niebawem zabić. Przestraszony Valachi – za pomocą kawałka metalowej rury – zamordował 22 lipca 1962 roku współwięźnia o nazwisku Joe Sauppa. Jak się później okazało niedoszłym zabójcą Valachiego miał być Joe Beck (Joe DiPalermo); spanikowany Valachi pomylił napastników.
Za to zabójstwo dostał karę dożywotniego pozbawienia wolności. Zdesperowany Valachi postanowił zostać (ostatecznie) informatorem policji (władz federalnych).
Wiele zeznań złożonych przez Valachiego nie zgadzało się z faktami; twierdził, że za śmiercią Petera Morello stał cyngiel "Buster z Chicago" – a tak naprawdę został on zastrzelony przez Alberta Anastasię i Franka Scalise na polecenie Luciano. Innym razem stwierdził, że wiedział kto tak naprawdę wydał wyrok i zabił Joego Masserię; twierdził ponadto, że Genovese po roku 1946 był jedynym bossem nad bossami (co trudno jednoznacznie stwierdzić).
W trakcie przesłuchań czołowi bossowie świata przestępczego próbowali za wszelką cenę zdyskredytować Valachiego jako wiarygodnego świadka; wyznaczyli za jego głowę ponoć 100 000 dolarów; nad jego bezpieczeństwem czuwało blisko 200 uzbrojonych funkcjonariuszy biura szeryfa federalnego. W ciągu kilku następnych lat dzięki jego zeznaniom (mimo wielu wypaczeń i przeinaczeń) policji i władzom federalnym (FBI) udało się aresztować wielu członków mafii (tzw. Syndykatu).
Zeznania Valachiego posłużyły później za materiał do książki pt. The Valachi Papers (autorstwa dziennikarza Petera Maasa; rok wydania 1968).
Joe Valachi zmarł na atak serca w El Paso w Teksasie; w Federalnym Zakładzie Poprawczym La Tuna; przeżył Genovese o dwa lata.